# Ulysses (traghetto)
L'Ulysses è un traghetto appartenente compagnia di navigazione irlandese Irish Ferries, 11º traghetto più grande d'Europa.

## Servizio
Varato nel cantiere navale Aker Finnyard di Rauma con il nome di Ulysses e consegnato il 28 febbraio 2001 alla Irish Ferries, giunge per la prima volta a Dublino il 4 marzo successivo.
Il 21 marzo 2001 viene battezzato dalla madrina Mairéad Berry, ex nuotatrice irlandese.
Il 25 marzo 2001 prende ufficialmente servizio nei collegamenti tra Dublino ed Holyhead.
Dal 2006 al 2024 continua ad operare tra Irlanda e Regno Unito, con regolari pausa per manutenzione ordinaria in vari cantieri navali europei.

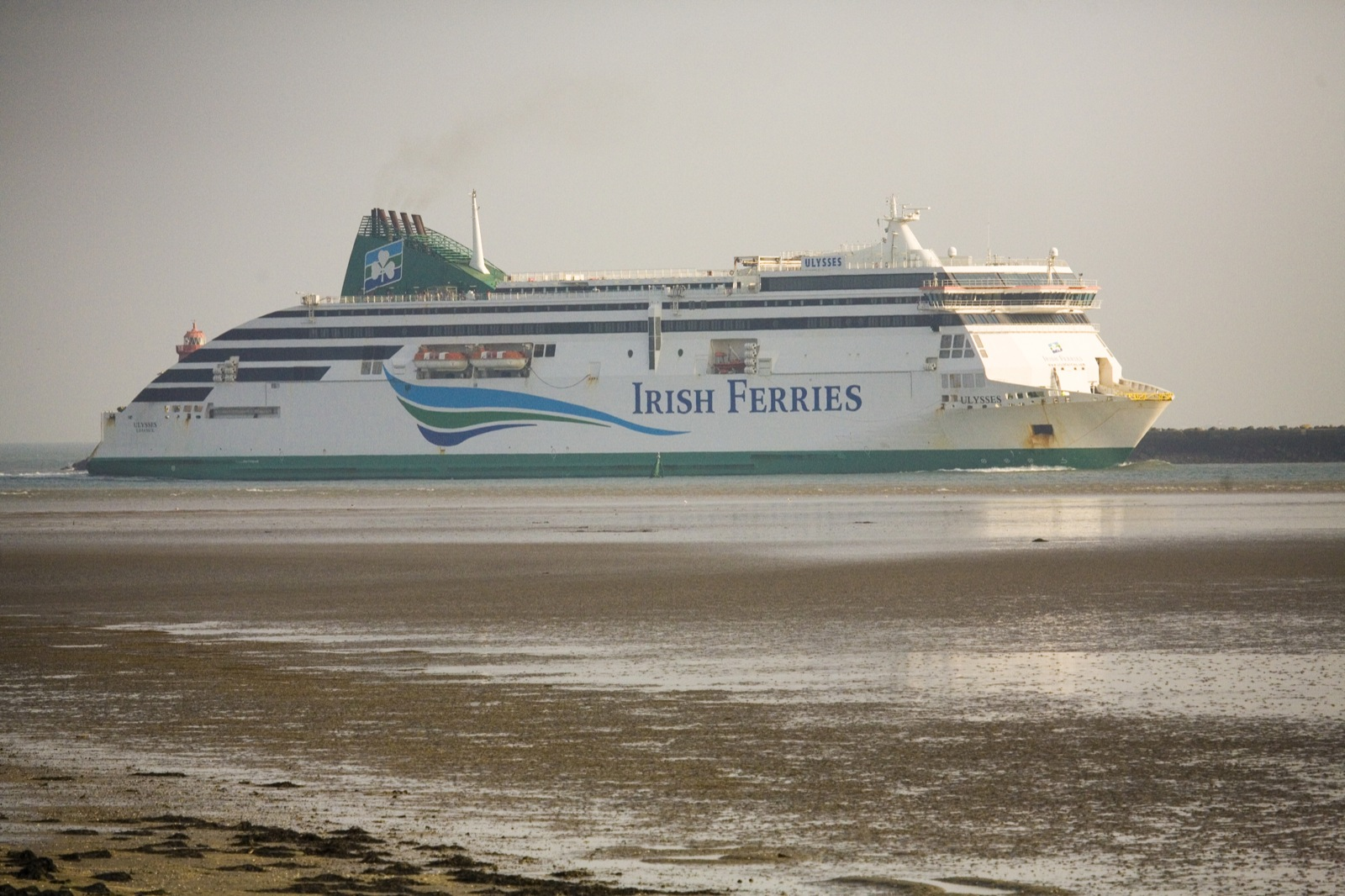
L'Ulysses in navigazione nei pressi di Dublino nel 2017.

Dal 24 novembre al 14 dicembre 2005 viene posto fuori servizio in seguito ad alcuni conflitti tra l'equipaggio del traghetto e la compagnia.
Dal 12 dicembre 2024 al 6 gennaio 2025 opera sulla Dublino-Cherbourg, a causa della chiusura per lavori del porto di Holyhead. Dal 28 gennaio torna ad operare su Holyhead.